# Champgenéteux
Champgenêteux és un municipi francès situat al departament de Mayenne i a la regió de País del Loira. L'any 2007 tenia 576 habitants.

## Demografia

### Població
El 2007 la població de fet de Champgenêteux era de 576 persones. Hi havia 224 famílies de les quals 68 eren unipersonals (24 homes vivint sols i 44 dones vivint soles), 72 parelles sense fills, 80 parelles amb fills i 4 famílies monoparentals amb fills.
La població ha evolucionat segons el següent gràfic:
Habitants censats

### Habitatges
El 2007 hi havia 344 habitatges, 229 eren l'habitatge principal de la família, 69 eren segones residències i 46 estaven desocupats. 340 eren cases i 2 eren apartaments. Dels 229 habitatges principals, 183 estaven ocupats pels seus propietaris, 37 estaven llogats i ocupats pels llogaters i 9 estaven cedits a títol gratuït; 3 tenien una cambra, 10 en tenien dues, 50 en tenien tres, 61 en tenien quatre i 105 en tenien cinc o més. 145 habitatges disposaven pel capbaix d'una plaça de pàrquing. A 109 habitatges hi havia un automòbil i a 94 n'hi havia dos o més.

### Piràmide de població
La piràmide de població per edats i sexe el 2009 era:
| Homes | Edats   | Dones |
| ----- | ------- | ----- |
| 0     | 95 o +  | 0     |
| 4     | 90 a 94 | 4     |
| 0     | 85 a 89 | 8     |
| 4     | 80 a 84 | 12    |
| 16    | 75 a 79 | 24    |
| 12    | 70 a 74 | 20    |
| 24    | 65 a 69 | 16    |
| 8     | 60 a 64 | 24    |
| 4     | 55 a 59 | 4     |
| 16    | 50 a 54 | 20    |
| 16    | 45 a 49 | 16    |
| 4     | 40 a 44 | 20    |
| 28    | 35 a 39 | 8     |
| 24    | 30 a 34 | 24    |
| 16    | 25 a 29 | 24    |
| 12    | 20 a 24 | 12    |
| 0     | 15 a 19 | 16    |
| 20    | 10 a 14 | 8     |
| 20    | 5 a 9   | 20    |
| 24    | 0 a 4   | 8     |

## Economia
El 2007 la població en edat de treballar era de 329 persones, 251 eren actives i 78 eren inactives. De les 251 persones actives 237 estaven ocupades (125 homes i 112 dones) i 14 estaven aturades (10 homes i 4 dones). De les 78 persones inactives 37 estaven jubilades, 26 estaven estudiant i 15 estaven classificades com a «altres inactius».

### Ingressos
El 2009 a Champgenêteux hi havia 244 unitats fiscals que integraven 596 persones, la mediana anual d'ingressos fiscals per persona era de 14.868 €.

### Activitats econòmiques
Dels 7 establiments que hi havia el 2007, 1 era d'una empresa alimentària, 1 d'una empresa de construcció, 1 d'una empresa de comerç i reparació d'automòbils, 1 d'una empresa d'hostatgeria i restauració i 3 d'empreses de serveis.
Dels 2 establiments de servei als particulars que hi havia el 2009, 1 era una fusteria i 1 restaurant.
L'únic establiment comercial que hi havia el 2009 era una fleca.
L'any 2000 a Champgenêteux hi havia 49 explotacions agrícoles que ocupaven un total de 2.553 hectàrees.

## Equipaments sanitaris i escolars
El 2009 hi havia una escola elemental.

## Poblacions més properes
El següent diagrama mostra les poblacions més properes.